# Reality (álbum de James Brown)
Reality  é o 42º álbum de estúdio do músico americano James Brown. O álbum foi lançado em 1974 pela Polydor Records. Ficou nas paradas da Billboard 200 por  10 semanas, atingindo seu pico na 56ª posição.

## Recepção
Em uma crítica contemporânea, a revista NME revisou tanto Reality como Breakin' Bread, afirmando que os álbuns eram "praticamente o padrão de seus últimos [discos]", o que ela considera tanto positivo como negativo notando que não havia nenhuma grande progressão em sua música desde 1972. A crítica conclui que ambos os álbuns era "muito bem produzidos, extremamente excitante e irresistível para dançar, mas quem precisa de  James Brown & The J.B.'s quando você pode ter Fatback Band ou B.T. Express?"
AllMusic deu ao álbum uma crítica negativa, notando que "a programação insana de Brown estava pesando para ele" e que ele  "se achava em impasse artístico." O crítico afirmou que Brown parecia ver a América como uma nação amaldiçoada e considerava a escassez de gás, o Caso Watergate e as filas de desempregados como sinais de um apocalipse vindouro. A tristeza está por todo o álbum." O crítico diz que "The Twist" foi um bloqueio criativo de Brown e que a versão cover de "Don't Fence Me In" era outro sinal de "desespero". O crítico nota ainda que o álbum contém "suas piores baladas já gravadas".

## Faixas
Lista de faixas adaptada do vinil de Reality.
| Lado A |                                     |         |  |
| N.º    | Título                              | Duração |  |
| 1.     | "Reality"                           | 4:41    |  |
| 2.     | "Funky President (People It's Bad)" | 4:28    |  |
| 3.     | "Further On Up the Road"            | 4:14    |  |
| 4.     | "Check Your Body"                   | 4:31    |  |
| 5.     | "Don't Fence Me In"                 | 3:57    |  |

| Lado B |                                            |         |  |
| N.º    | Título                                     | Duração |  |
| 6.     | "All for One"                              | 6:38    |  |
| 7.     | "I'm Broken Hearted"                       | 4:28    |  |
| 8.     | "The Twist"                                | 4:09    |  |
| 9.     | "Who Can I Turn To (When Nobody Needs Me)" | 4:05    |  |

## Créditos
Créditos adaptados da contra capa Reality.
- James Brown – produtor, arranjos
- Fred Wesley – arranjos, supervisor de produção
- Dave Matthews – arranjos em "The Twist"
- Bob Both – engenheiro, supervisor de produção
- David Stone – engenheiro assistente
- Major – engenheiro assistente
- Don Brautigam – ilustração